# Cyprien Katsaris
Cyprien Katsaris (n. 5 mai 1951, Marsilia, Franța) este un pianist virtuoz, profesor de muzică și compozitor franco-cipriot.

## Biografie
Katsaris a început să cânte la pian când avea patru ani, în Camerun unde a crescut. Primul său profesor a fost Marie-Gabrielle Louwerse.
A studiat pianul la Conservatorul din Paris cu Aline van Barentzen și Monique de la Bruchollerie, iar în 1969 a câștigat Premiul I pian.  Pe lângă pian, Katsaris a studiat, de asemenea, muzica de cameră cu René Leroy și Jean Hubeau.
Katsaris a dat primul său concert public la Paris, la Théâtre des Champs-Elysées, la 8 mai 1966. El a cântat Fantezia maghiară de Liszt, acompaniat de Orchestre Symphonique d'Ile-de-France dirijată de René-Pierre Chouteau. De atunci, el a continuat să cânte, cu multe orchestre și dirijori.

## Premii
- 1970 : Premiul Fundației Albert Roussel (Paris).
- 1972 : Laureat al Concursului muzical internațional Regina Elisabeta a Belgiei.[5]
- 1972 : Premiul Fundației Alex de Vries (Anvers).
- 1974 : Premiul I în Competiția Internațională Cziffra (Versailles).
- 1977 : Premiul I în Internaționala Tinerilor Interpreți (Bratislava).
- 1977 : Cavaler al Ordinului de Merit (Camerun).
- 1997 : Artistul păcii UNESCO.[6]
- 2000 : Cavalerul al Ordre des Arts et des Lettres (Franța).[7]
- 2001 : Medalia Vermeil a orașului Paris.
- 2009 : Comandor al Ordre de Mérite du Grand-Duché de Luxembourg (Luxembourg).
- 2011 : Premiul Nemitsas[8] (Cipru).

## Discografie
Discografia completă a înregistrărilor în conformitate cu pian eticheta 21: [6]
1. KR 622: Allegro. Original Motion Picture Soundtrack
2. P21 001: Beethoven • Creaturile din Prometeu, op. 43
3. P21 003 • (2 CD): În Memoriam Chopin 150 de ani • Live at Carnegie Hall, New York
4. P21 004: Serghei Bortkiewicz • Compoziții
5. P21 007: Bach considerentul • Vol.. 1 • lucrări originale
6. P21 009-N: The Complete Mozart - concerte pentru pian • Vol.. 1
7. P21 010-N: The Complete Mozart - concerte pentru pian • Vol.. 2
8. P21 011-N: Festivalul International d'Echternach (Luxembourg) • 07 iulie 1979 • Un film de Claude Chabrol
9. P21 012-N: Live at Carnegie Hall, New York City • În Memoriam Chopin • 17 octombrie 1999
10. P21 013: Bach & Sons • 5 concerte pentru pian
11. P21 014-A: Beethoven • Concertul nr 3 op. 37 • Sonatele nr 31 & 12
12. P21 015: Un tribut adus pentru Cipru
13. P21 016-A: Schumann • Vol.. 1 • inregistrari live
14. P21 017-N: Bach • Vol.. 2 • Transcrieri
15. P21 018: Mozart - Transcrieri
16. P21 019: Familiei Mozart
17. P21 020-A • (2 CD): muzică rusă • Vol.. 1
18. P21 021-N: The Complete Mozart - concerte pentru pian • Vol.. 3
19. P21 022-A: Liszt • Vol.. 10 Liszt I • Orchestra din Philadelphia, Eugene Ormandy
20. P21 023-A • (2 CD): Scriabin • Vol.. 19 • Dansurile complete
21. P21 024-A • (2 CD): muzică franceză • Vol.. 2 • De Ludovic al XIII-à Boulez
22. P21 025-N: The Complete Mozart - concerte pentru pian • Vol.. 4
23. P21 026-N: The Complete Mozart - concerte pentru pian • Vol.. 5
24. P21 027-A • (2 CD): Mikis Theodorakis • Vol.. 20 Theodorakis • Lucrări pentru pian și orchestră
25. P21 028-A: Grieg • Vol.. 18 • Concerto & Compoziții
26. P21 029-A: Concursul Internațional

## Legături externe
- (mul) Cyprien Katsaris Official Website www.cyprienkatsaris.net
- (en) Cyprien Katsaris la AllMusic Biographie în engleză www.allmusic.com
- (mul) Biography in english on Schott Music' musical editions website Arhivat în 1 februarie 2013, la Archive.is www.schott-music.com